# Вагнер, Сандро
Са́ндро Ва́гнер (нем. Sandro Wagner; род. 29 ноября 1987[…], Мюнхен) — немецкий футболист, нападающий. Победитель Кубка конфедераций 2017 года в составе сборной Германии. С сезона 2025/26 главный тренер «Аугсбурга».

## Клубная карьера
Сандро Вагнер родился в Мюнхене. Футболом он начал заниматься в три года в молодёжной команде мюнхенской «Герты». В восемь лет Сандро присоединился к «Баварии».
С 2006 по 2007 год футболист выступал за дубль «Баварии». К сезону 2007/08 он готовился уже с основной командой. Из-за неудач Яна Шлаудраффа, Лукаса Подольски и Луки Тони Вагнер дебютировал в составе мюнхенцев 21 июля 2007 года против бременского «Вердера». 25 июля он вышел в стартовом составе в матче против «Штутгарта» (2:0) и забил свой первый гол в карьере. 11 августа в матче против «Ганзы» (3:0) Сандро дебютировал в Бундеслиге, заменив на 87-й минуте форварда баварцев Мирослава Клозе. Всего за основной и резервный составы мюнхенского клуба Вагнер провёл 44 матча и забил 2 мяча.
9 июня 2008 года Вагнер подписал двухлетний контракт с клубом «Дуйсбург» из Второй Бундеслиги, за который провёл 36 игр и забил 12 голов.
В январе 2010 года Вагнер переехал в Бремен и подписал контракт с местным клубом «Вердер» до 30 июня 2014 года. Первый мяч в Бундеслиге он забил 6 марта 2011 года в гостевой игре против «Фрайбурга» (3:1). Также Сандро периодически выступал во втором составе клуба. Всего и за первую, и за вторую команду он провёл 48 матчей и забил 12 мячей.
19 января 2012 года Вагнер на полтора года отправился в аренду в «Кайзерслаутерн». За этот клуб он провёл 11 матчей и ни разу не забил. После вылета «Кайзерслаутерна» из Бундеслиги в сезоне 2011/12 Вагнер вернулся в «Вердер», где тренировался в составе резервной команды.
Летом 2012 года футболист перешёл в берлинскую «Герту», подписав контракт до 2014 года. В «Герте» он также периодически выступал во втором составе клуба. За обе команды Вагнер провёл 74 матча и забил 8 мячей. 3 сентября 2013 года Сандро продлил контракт с клубом до 2016 года.
В августе 2015 года Вагнер подписал контракт с командой «Дармштадт 98» до 2017 года. В составе этого клуба он выходил на поле в 32 играх и забил 14 мячей.
30 июня 2016 года Вагнер присоединился к «Хоффенхайму», подписав контракт до 2019 года. В новой команде Сандро получил 14 номер.
31 марта 2017 года в гостевом матче против своего бывшего клуба «Герта» Вагнер сломал палец
из-за столкновения с капитаном «Герты» Ведадом Ибишевичем. После наложения фиксирующий повязки футболист продолжил играть и даже смог отдать голевую передачу на Андрея Крамарича. Игра закончилась со счётом 3:1 в пользу «Хоффенхайма». Всего за этот клуб Вагнер провёл 42 матча и забил 15 мячей.
20 декабря 2017 года Сандро заключил контракт на два с половиной года с мюнхенской «Баварией», вернувшись в клуб спустя десять лет. Сумма трансфера составила 13 млн евро. В мюнхенском клубе Вагнер взял необычный для нападающего второй номер. С назначением Нико Ковача на должность главного тренера «Баварии» Сандро стал редко попадать в состав, за полгода сыграв лишь 12 матчей во всех турнирах и отличившись одним забитым голом.
В январе 2019 года Вагнеру поступило предложение от китайского клуба «Тяньцзинь Тэда», которое спортивный директор «Баварии» Хасан Салихамиджич назвал крайне выгодным. 30 января переход официально состоялся, сумма трансфера составила 5 млн евро.
2 августа 2020 года объявил о завершении карьеры.

## Карьера в сборной
Сандро Вагнер дебютировал за молодёжную сборную Германии в матче против молодёжной сборной Израиля, выйдя на замену на 68-й минуте вместо Роуэна Хэннинга. После этого главный тренер молодёжной сборной Германии Хорст Хрубеш вызвал Сандро на следующие четыре отборочных матча чемпионата Европы среди молодёжных команд, но Вагнер не сыграл ни одной игры до финала.
Однако в финале не смог принять участие Ашкан Дежага из-за перебора жёлтых карточек. Вагнер вышел в стартовом составе и забил 2 гола, причём второй гол был признан лучшим голом июня в Германии. Молодёжная сборная Германии в том матче одержала победу со счётом 4:0 и соответственно стала победителем чемпионата Европы.
6 июня 2017 года в матче против сборной Дании Сандро дебютировал за основную сборную. В её составе он стал победителем Кубка конфедераций 2017 года.
27 марта 2018 года в товарищеском матче против сборной Бразилии Вагнер вышел на поле в футболке немецкой команды в последний раз, хотя тогда не предполагал этого. В конце мая Сандро не был включён в заявку на чемпионат мира в России, несмотря на высокую результативность в «Баварии», после чего принял решение завершить выступления в сборной.

## Тренерская карьера
25 июня 2021 года был назначен на должность главного тренера клуба «Унтерхахинг». Сейчас команда выступает в Региональной лиге.

## Статистика выступлений

### Выступления за сборную
| Сборная  | Год   | Отборочные матчи ЧМ | Отборочные матчи ЧМ | Кубок конфедераций | Кубок конфедераций | Товарищеские матчи | Товарищеские матчи | Итого | Итого |
| Сборная  | Год   | Игры                | Голы                | Игры               | Голы               | Игры               | Голы               | Игры  | Голы  |
| -------- | ----- | ------------------- | ------------------- | ------------------ | ------------------ | ------------------ | ------------------ | ----- | ----- |
| Германия | 2017  | 3                   | 5                   | 1                  | 0                  | 3                  | 0                  | 7     | 5     |
| Германия | 2018  | —                   | —                   | —                  | —                  | 1                  | 0                  | 1     | 0     |
| Итого    | Итого | 3                   | 5                   | 1                  | 0                  | 4                  | 0                  | 8     | 5     |

### Матчи Сандро Вагнера за сборную Германии
| Матчи Сандро Вагнера за сборную Германии | Матчи Сандро Вагнера за сборную Германии | Матчи Сандро Вагнера за сборную Германии | Матчи Сандро Вагнера за сборную Германии | Матчи Сандро Вагнера за сборную Германии | Матчи Сандро Вагнера за сборную Германии | Матчи Сандро Вагнера за сборную Германии |
| №                                        | Дата                                     | Соперник                                 | Счёт                                     | Голы                                     | Соревнование                             |                                          |
| ---------------------------------------- | ---------------------------------------- | ---------------------------------------- | ---------------------------------------- | ---------------------------------------- | ---------------------------------------- | ---------------------------------------- |
| 1                                        | 6 июня 2017                              | Дания                                    | 1:1                                      | —                                        | Товарищеский матч                        |                                          |
| 2                                        | 10 июня 2017                             | Сан-Марино                               | 7:0                                      | 3                                        | Отборочные матчи ЧМ-2018                 |                                          |
| 3                                        | 19 июня 2017                             | Австралия                                | 3:2                                      | —                                        | Кубок конфедераций 2017                  |                                          |
| 4                                        | 5 октября 2017                           | Северная Ирландия                        | 3:1                                      | 1                                        | Отборочные матчи ЧМ-2018                 |                                          |
| 5                                        | 8 октября 2017                           | Азербайджан                              | 5:1                                      | 1                                        | Отборочные матчи ЧМ-2018                 |                                          |
| 6                                        | 10 ноября 2017                           | Англия                                   | 0:0                                      | —                                        | Товарищеский матч                        |                                          |
| 7                                        | 14 ноября 2017                           | Франция                                  | 2:2                                      | —                                        | Товарищеский матч                        |                                          |
| 8                                        | 27 марта 2018                            | Бразилия                                 | 0:1                                      | —                                        | Товарищеский матч                        |                                          |

Итого: 8 матча / 5 голов; 4 победы, 3 ничьих, 1 поражений.

## Достижения

### Командные достижения
«Бавария»
- Чемпион Германии: 2007/08, 2017/18
- Обладатель Суперкубка Германии: 2018
- Обладатель Кубка немецкой лиги: 2007

«Герта»
- Победитель Второй Бундеслиги: 2012/13

Сборная Германии (до 21 года)
- Чемпион Европы среди молодёжных команд: 2009

Сборная Германии
- Обладатель Кубка конфедераций: 2017